# Bae (plaats)
Bae is een bestuurslaag in het regentschap Kudus van de provincie Midden-Java, Indonesië. Bae telt 8205 inwoners (volkstelling 2010).